# Пауль Циннер
Пауль Циннер (нім. Paul Czinner; 30 травня 1890, Будапешт — 22 червня 1972, Лондон) — австрійський і британський режисер і продюсер єврейського походження.

## Біографія
Пауль Циннер народився в Будапешті, Австро-Угорщина. Вивчав літературу і філософію у Віденському університеті. Деякий час займався журналістикою. З 1919 року ставить фільми в Австрії і Німеччині. Його найзначніший фільм німого періоду, «Ню» (1924), кінодрама в стилі «камершпіле», в якій, як і в більшості наступних фільмів, грала його дружина — актриса Елізабет Бергнер.
Після приходу до влади в Німеччині нацистів Пауль Циннер з Елізабет Бергнер емігрували до Відня, потім до Лондона, де Циннер поставив «Катерину Велику» (1934), «Не уникай мене» (1935), «Як вам це сподобається» (1936) за Шекспіром і «Вкрадене життя» (1939). У 1940 році пара емігрувала до США, де Циннер працював на Бродвеї.
Після закінчення Другої світової війни Циннер з дружиною повернувся до Англії, де продовжував успішно працювати, знімаючи музичні фільми. Починаючи з 1955 року Циннер розробив систему одночасного знімання декількома камерами театральних вистав, переважно балетних і оперних спектаклів. Найкращі з них «Дон Жуан» (1955), «Великий балет» (1957), «Кавалер троянд» (1962) і «Ромео і Джульєтта» (1966).
Пауль Циннер помер 22 червня 1972 року у Лондоні у віці 82 років.

## Фільмографія
| Рік  |  | Назва українською          |  | Назва мовою оригіналу           |  | Опис            |
| ---- |  | -------------------------- |  | ------------------------------- |  | --------------- |
| 1924 |  | Ню                         |  | Nju — Eine unverstandene Frau   |  | Німеччина       |
| 1925 |  | Скрипаль з Флоренції       |  | Der Geiger von Florenz          |  | Німеччина       |
| 1929 |  | Фрейлейн Ельза             |  | Fräulein Else                   |  | Німеччина       |
| 1932 |  | Мрійливі вуста             |  | Der traumende Mund              |  | Німеччина       |
| 1932 |  | Мелодрама                  |  | Mélo                            |  | Франція         |
| 1934 |  | Сходження Катерини Великої |  | The Rise of Catherine the Great |  | Велика Британія |
| 1935 |  | Не уникай мене             |  | Escape me never                 |  | Велика Британія |
| 1936 |  | Як вам це сподобається     |  | As You Like It                  |  | Велика Британія |
| 1939 |  | Вкрадене життя             |  | A Stolen life                   |  | Велика Британія |
| 1966 |  | Ромео і Джульєтта          |  | Romeo und Julia                 |  | Велика Британія |